# Republic Plaza (Denver)
Republic Plaza – wieżowiec w Denver, w stanie Kolorado, w Stanach Zjednoczonych, o wysokości 218 m. Budynek został otwarty w 1984, posiada 56 kondygnacji. Wykorzystywany jako biurowiec.